# Гремяча (деревня, Каменецкий район)
Гремяча (бел. Грымяча) — деревня в Каменецком районе Брестской области Беларуси. Входит в состав Волчинчского сельсовета. Население — 6 человек (2019).

## География
Гремяча находится в 4 км к северо-востоку от центра сельсовета, Волчина, и в 8 км к югу от города Высокое. Деревня стоит на левом берегу реки Пульва. Местная дорога соединяет Гремячу с деревней Ужики.

## История
Первыми владельцами имения в XV веке были Ильиничи. В 1612 году принадлежало Александру Гонсевскому, владельцу Волчина. В 1708 году владелица имения Тереза Гонсевская вышла замуж за Казимира Яна Сапегу, после этого имение часто меняло владельцев, после Сапег Гремяча принадлежала Флемингам, Чарторыйским, Понятовским и вновь Чарторыйским.
После третьего раздела Речи Посполитой (1795) Гремяча в составе Российской империи, принадлежала Брестскому уезду Гродненской губернии.
В 1828 году князь Константин Чарторыйский продал поместье Каролине Пусловской. Затем оно принадлежало Вислоцким, а во второй половине XIX века стало собственностью рода Пузына, который возвели здесь дворянскую усадьбу (возможно, что её строительство начали ещё Вислоцкие).
В 1897 году деревня насчитывала 40 дворов и 299 жителей, в 1905 году здесь жило 319 человек.
Согласно Рижскому мирному договору (1921) деревня вошла в состав межвоенной Польши, где принадлежала Брестскому повету Полесского воеводства. В 1923 году здесь было 38 дворов и проживало 129 жителей. С 1939 года в составе БССР. В Великую Отечественную войну на фронтах погибло 20 жителей деревни.
С 1950-х годов усадебный дом использовался как пионерский лагерь, благодаря чему до 1990 года был в хорошем состоянии. После этого усадьба была заброшена и постепенно разрушалась. Неоднократные заявления о начале реставрационных работ не подтверждаются, в лучшем случае речь идёт о работах по консервации.

## Достопримечательности
- Усадьба Пузынов. Усадебный дом построен в середине XIX века в стиле классицизм. Из хозпостроек сохранились сыроварня, ледовня, руины амбара. Также сохранились фрагменты парка. Усадьба включена в Государственный список историко-культурных ценностей Республики Беларусь[6] —  Историко-культурная ценность Республики Беларусь, шифр 112Г000345

## Галерея

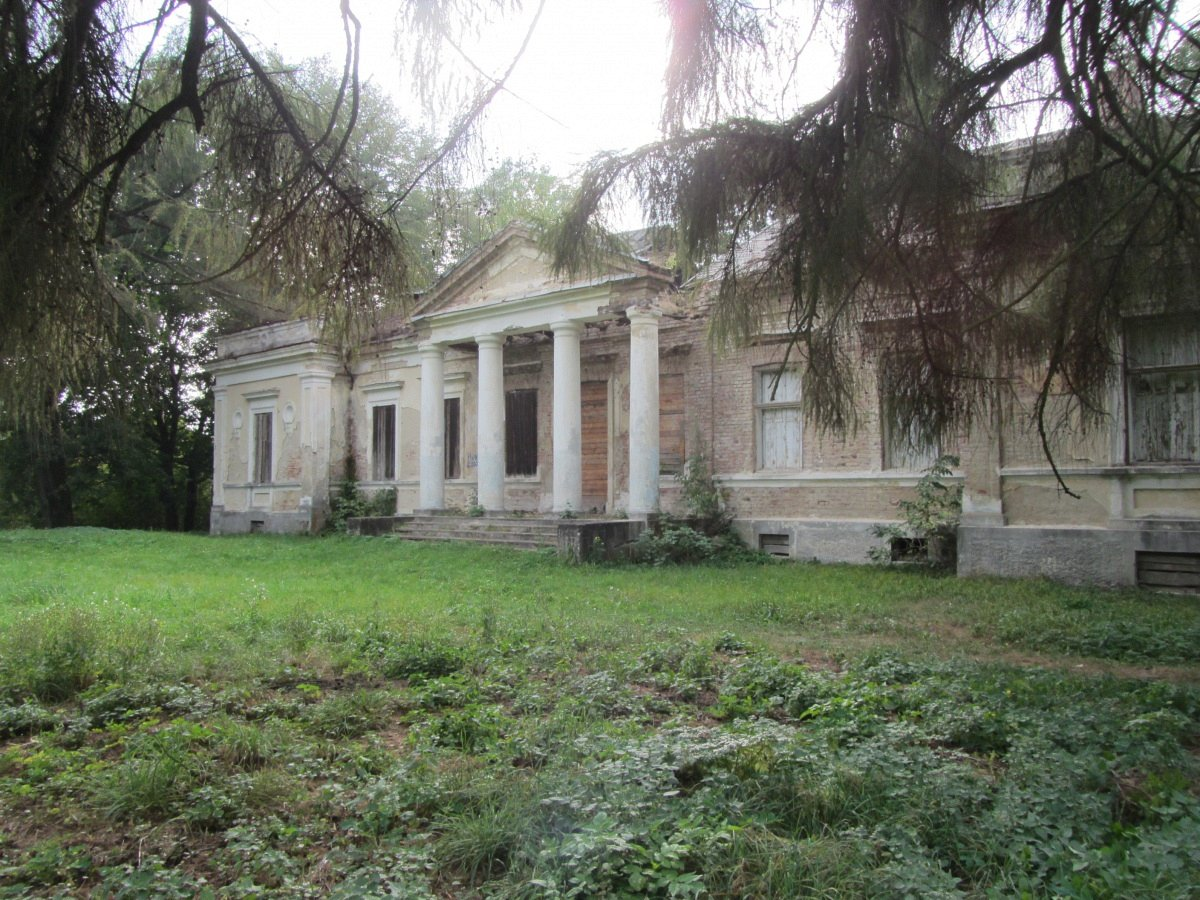
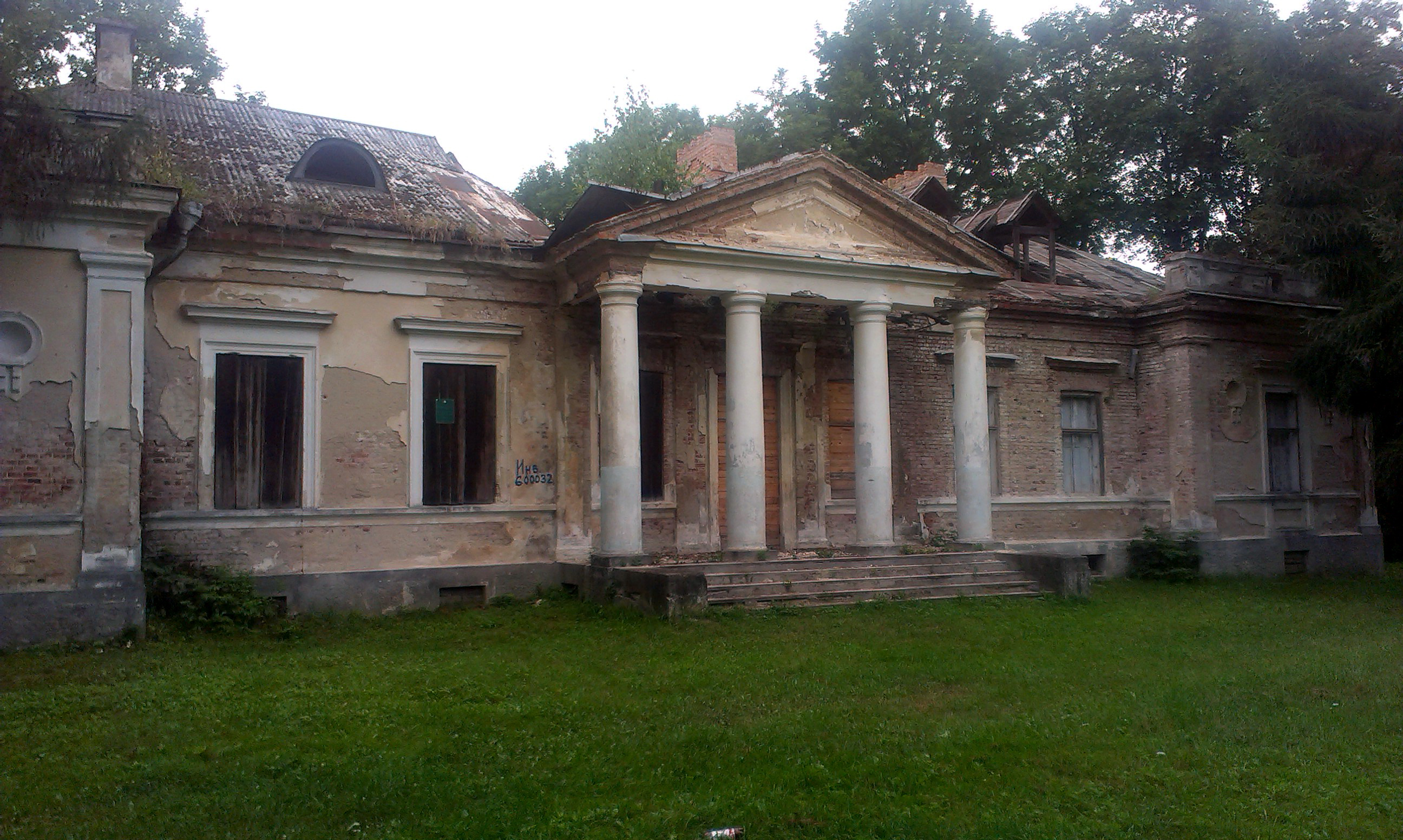